# بروس گلوور
بروس گلوور (انگلیسی: Bruce Herbert Glover؛ زادهٔ ۲ مهٔ ۱۹۳۲) یک هنرپیشه اهل ایالات متحده آمریکا است.
از فیلم‌ها یا برنامه‌های تلویزیونی که وی در آن نقش داشته است می‌توان به الماس‌ها ابدیند، محله چینی‌ها اشاره کرد.
او پدر بازیگر آمریکایی کریسپین گلاور است.